# Companhia Estadual de Distribuição de Energia Elétrica
A Companhia Estadual de Distribuição de Energia Elétrica (CEEE D) é uma empresa de distribuição de energia elétrica destinados ao suprimento do estado do Rio Grande do Sul, no Brasil. Pertence a Equatorial Energia desde julho de 2021.
A empresa distribui energia elétrica para um terço do mercado gaúcho através de 47 000 km de redes urbanas e rurais, localizadas em 72 municípios, fornecendo eletricidade a cerca de 1,5 milhões de clientes. Atua, também, em programas de pesquisa e desenvolvimento tecnológico, combate ao desperdício de energia e eletrificação rural, além de diversos projetos sociais, culturais e ambientais.

## História
Antes de 2021, pertencia ao Grupo CEEE, com que detinha 65,92% das ações da CEEE e a Eletrobrás que possui 32,59% da participação, além de outros sócios minoritários. 
No dia 31 de março de 2021, em leilão realizado na B3, a empresa foi vendida para a Equatorial Energia. A nova controladora assumiu as atividades da empresa em 14 de julho do mesmo ano.